# Donaldson Range
Die Donaldson Range (ehemaliger Name: Donaldsonkette) ist ein bewaldeter Bergrücken am Südrand des Neuguinea-Hochlands im westlichen Papua-Neuguinea. Die Bergkette liegt im abgelegenen North Fly District der Westprovinz von Papua-Neuguinea und wurde 1890 von dem britisch-schottischen Arzt und Kolonialbeamten William MacGregor entdeckt. In der Folge lag sie nördlich der Grenze zwischen Deutsch-Neuguinea und dem britischen Protektorat Britisch-Neuguinea.
Die Donaldson Range ist etwa 20 km in Ost-West-Richtung lang und erreicht Höhen von etwa 520 Metern. Im Norden liegen weitere Gebirgsketten des Neuguinea-Hochlands, so etwa die Blucher Range und weiter nördlich die Victor Emanuel Range. Richtung Süden fällt das Gelände zum Großen Papua-Plateau ab.